# サイレン科
サイレン科（サイレンか、Sirenidae）は、両生綱有尾目に属する科。現生種は5種知られている。

## 分布
- アメリカ合衆国南東部
- メキシコ北部

## 形態
最大種はグレーターサイレンで全長50-97.8cm。最小種はドワーフサイレンで全長10-25cm。体形は細長い。
瞼がない。成体でも外鰓が消失しない。前肢があるが、後肢は腰帯も含めてない。
側線が発達しており、それで餌となる水生無脊椎動物や魚を探す。前顎骨歯を欠き、かわりに角質のくちばしを持つ。口蓋歯はある。左右同じサイズの肺を獲得する。肺胞はない。両生類としては例外的に心臓の心室を分離する壁がある。

## 分類
- ドワーフサイレン属 Pseudobranchus
  - Pseudobranchus striatus　 ドワーフサイレン（キタヌマサイレン）
  - Pseudobranchus axanthus ミナミヌマサイレン
- サイレン属 Siren
  - Siren intermedia　レッサーサイレン
  - Siren lacertina　グレーターサイレン（サイレン・オオサイレン）
  - Siren reticulata

### 絶滅した分類群
- ハブロサウルス属　Habrosaurus

## 生態
河川や池沼などに生息し、底質が泥で水生植物が繁茂した環境を好む。完全水棲。外敵に掴まれると鳴くこともある。水が干上がると泥で繭を作り夏眠することで知られる。
食性は動物食ないし雑食で、昆虫類、甲殻類、貝類、水草などを食べる。
繁殖形態は卵生。体外受精を行うと考えられている。

## 人間との関係
ペットとして飼育されることもあり、日本にも輸入されている。流通量は少ない。